# Теліпіну (бог)
Теліпіну — бог врожаю і родючості в хетській міфології, спочатку ставився до пантеону богів у хаттів.
У хаттів був сином бога грози Тару (Тешуба) і богині Сонця (міста Аринна), чоловіком Хатепину, дочки бога моря. Як син бога грози, Теліпину також володів владою над громом, блискавкою і дощем, що сприяло зрошування полів і зростанню злаків. Символом бога Теліпину був дуб, а його культовим центром — місто Тавана.
Легенда про Теліпіну була частиною ритуалу по умилостивлению богів у важкі часи. Вона збереглася до наших днів в уривках і різних версіях. Початок оповідання відсутній, проте з подальшого тексту ясно, що Теліпину раптово зник. Через це в осередках згас вогонь, боги і люди відчували себе обессилевшими, вівці та корови перестали годувати своїх дитинчат, зерно більше не дозрівало. Бог Сонця відправив посланців до орла і богу вітру з тим, щоб вони допомогли у розшуку Теліпину, проте їх старання виявилися безуспішними. Врешті-решт мати богів Ханнаханна послала на пошуки бджолу. Бджола знайшла мирно сплячого Теліпину і, недовго думаючи, вжалила його, щоб розбудити. Пробуджений таким способом бог прийшов в лють і заподіяв шкоди ще більше, ніж було, поки він спав. Навіть боги були налякані. Для приборкання розбушувався Теліпину була викликана чарівниця Камрусепа. За допомогою заклинань очистила вона бога врожаю від злості і поганого настрою. Теліпину повернувся, і земля знову стала родючою.